# Universal Chess Interface
Das Universal Chess Interface (UCI) ist ein offenes Schach-Kommunikationsprotokoll, welches von Schachengines genutzt wird, um mit der grafischen Benutzeroberfläche (GUI) zu kommunizieren.
Es wurde im November 2000 von Rudolf Huber und Stefan Meyer-Kahlen, dem Autor von Shredder, entwickelt und ist nicht kompatibel zum älteren und weit verbreiteten XBoard-Protokoll. Beide Protokolle sind ohne Lizenzgebühren nutzbar.
Nachdem ChessBase das Universal Chess Interface im Jahr 2002 in seine Software integriert hatte, fand das Protokoll in der Folge weite Verbreitung. Eine Vielzahl von Schachprogrammen und GUIs unterstützen das UCI, so beispielsweise Shredder, Fritz, Chess Assistant, Chess Partner und Arena.